# ابرغول آبی
ابرغول‌های آبی (BSG ها) ابرغول‌هایی هستند که در رده‌های طیفی O و B قرار دارند. این ستارگان پایان داغ رشته اصلی را تشکیل می‌دهند. این ابرغول‌ها جرم خود را با سرعت‌های زیادی یعنی میان ۱۰۰۰ کیلومتر بر ثانیه و ۲۰۰۰ کیلومتر بر ثانیه پرتاب می‌کنند.